# State of Origin 1997
Die State of Origin Series 1997 waren die 18. Ausgabe des Rugby-League-Turniers State of Origin. Es bestand aus drei Spielen, die zwischen dem 28. Mai und dem 25. Juni stattfanden. New South Wales gewann die Series 2-1.

## Spiel 1
| 28. Mai | Queensland Maroons                      | 6 : 8         | New South Wales Blues                                                 | Suncorp Stadium, Brisbane Zuschauer: 28.222 Schiedsrichter: Kelvin Jeffes |
| 28. Mai | Versuche: Lam Erhöhungen: Bartrim (1/1) | (0:8) Bericht | Versuche: McGregor Erhöhungen: Johns (1/1) Straftritte: Wishart (1/1) | Suncorp Stadium, Brisbane Zuschauer: 28.222 Schiedsrichter: Kelvin Jeffes |

| 1                  | Robbie O’Davis |
| 2                  | Brett Dallas   |
| 3                  | Matt Sing      |
| 4                  | Mark Coyne     |
| 5                  | Danny Moore    |
| 6                  | Ben Ikin       |
| 7                  | Adrian Lam     |
| 8                  | Neil Tierney   |
| 9                  | Jamie Goddard  |
| 10                 | Craig Smith    |
| 11                 | Gary Larson    |
| 12                 | Billy Moore    |
| 13                 | Wayne Bartrim  |
| Auswechselspieler: |                |
| 14                 | Jason Smith    |
| 15                 | Jeremy Schloss |
| 16                 | Tony Hearn     |
| 17                 | Stuart Kelly   |

| 1                  | Tim Brasher     |
| 2                  | Rod Wishart     |
| 3                  | Terry Hill      |
| 4                  | Paul McGregor   |
| 5                  | Jamie Ainscough |
| 6                  | Jim Dymock      |
| 7                  | Geoff Toovey    |
| 8                  | Paul Harragon   |
| 9                  | Andrew Johns    |
| 10                 | Mark Carroll    |
| 11                 | Steve Menzies   |
| 12                 | Adam Muir       |
| 13                 | Nik Kosef       |
| Auswechselspieler: |                 |
| 14                 | David Fairleigh |
| 15                 | Dean Pay        |
| 16                 | John Simon      |
| 17                 | Ken McGuinness  |

## Spiel 2
| 11. Juni | New South Wales Blues                                                            | 15 : 14         | Queensland Maroons                                        | Melbourne Cricket Ground, Melbourne Zuschauer: 25.105 Schiedsrichter: David Manson |
| 11. Juni | Versuche: Dymock, Kosef, McGuinness Erhöhungen: Simon (1/3) Dropgoals: Simon (1) | (14:10) Bericht | Versuche: Dallas, O’Davis, Sing Erhöhungen: O’Neill (1/3) | Melbourne Cricket Ground, Melbourne Zuschauer: 25.105 Schiedsrichter: David Manson |

| 1                  | Tim Brasher     |
| 2                  | Ken McGuinness  |
| 3                  | Paul McGregor   |
| 4                  | Terry Hill      |
| 5                  | Jamie Ainscough |
| 6                  | Jim Dymock      |
| 7                  | John Simon      |
| 8                  | Paul Harragon   |
| 9                  | Geoff Toovey    |
| 10                 | Mark Carroll    |
| 11                 | Steve Menzies   |
| 12                 | Adam Muir       |
| 13                 | Nik Kosef       |
| Auswechselspieler: |                 |
| 14                 | David Fairleigh |
| 15                 | Dean Pay        |
| 16                 | Matt Seers      |

| 1                  | Robbie O’Davis  |
| 2                  | Brett Dallas    |
| 3                  | Stuart Kelly    |
| 4                  | Mark Coyne      |
| 5                  | Matt Sing       |
| 6                  | Ben Ikin        |
| 7                  | Adrian Lam      |
| 8                  | Neil Tierney    |
| 9                  | Wayne Bartrim   |
| 10                 | Craig Smith     |
| 11                 | Gary Larson     |
| 12                 | Jason Smith     |
| 13                 | Billy Moore     |
| Auswechselspieler: |                 |
| 14                 | Jamie Goddard   |
| 15                 | Jeremy Schloss  |
| 16                 | Clinton O’Brien |
| 17                 | Julian O’Neill  |

## Spiel 3
| 25. Juni | New South Wales Blues                                          | 12 : 18        | Queensland Maroons                                       | Sydney Cricket Ground, Sydney Zuschauer: 33.241 Schiedsrichter: Eddie Ward |
| 25. Juni | Versuche: Ainscough, Johns Erhöhungen: Johns (1/1) Simon (1/1) | (2:12) Bericht | Versuche: Coyne, Ikin, O’Neill Erhöhungen: O’Neill (3/3) | Sydney Cricket Ground, Sydney Zuschauer: 33.241 Schiedsrichter: Eddie Ward |

| 1                  | Tim Brasher      |
| 2                  | Ken McGuinness   |
| 3                  | Jamie Ainscough  |
| 4                  | Terry Hill       |
| 5                  | Matt Seers       |
| 6                  | Trent Barrett    |
| 7                  | Geoff Toovey     |
| 8                  | Mark Carroll     |
| 9                  | Andrew Johns     |
| 10                 | Paul Harragon    |
| 11                 | Adam Muir        |
| 12                 | Steve Menzies    |
| 13                 | Nik Kosef        |
| Auswechselspieler: |                  |
| 14                 | Simon            |
| 15                 | Michael Buettner |
| 16                 | Dean Pay         |
| 17                 | David Fairleigh  |

| 1                  | Robbie O’Davis  |
| 2                  | Brett Dallas    |
| 3                  | Mark Coyne      |
| 4                  | Julian O’Neill  |
| 5                  | Matt Sing       |
| 6                  | Ben Ikin        |
| 7                  | Adrian Lam      |
| 8                  | Clinton O’Brien |
| 9                  | Jamie Goddard   |
| 10                 | Neil Tierney    |
| 11                 | Gary Larson     |
| 12                 | Jason Smith     |
| 13                 | Billy Moore     |
| Auswechselspieler: |                 |
| 14                 | Stuart Kelly    |
| 15                 | Jeremy Schloss  |
| 16                 | Craig Smith     |
| 17                 | Wayne Bartrim   |

## Man of the Match
| Spiel | Man of the Match |
| ----- | ---------------- |
| 1     | Geoff Toovey     |
| 2     | Paul McGregor    |
| 3     | Gary Larson      |